# The Mysterious Rose
The Mysterious Rose est un film muet américain réalisé par Francis Ford et sorti en 1914.

## Fiche technique
- Réalisation : Francis Ford
- Scénario : Grace Cunard
- Durée : 20 minutes
- Date de sortie : États-Unis : 24 novembre 1914

## Distribution
- Grace Cunard : Lady Raffles
- Francis Ford : Phil Kelly
- John Ford[1] : Dopey
- Harry Schumm (en) : le fils de l'attorney
- Wilbur Higby (en) : Ward Boss
- Eddie Boland : Yeen Kee